# Heureux Gagnants
Heureux Gagnants és una pel·lícula de comèdia francesa del 2024 escrita i dirigida per Maxime Govare i Romain Choay. S'ha doblat i subtitulat al català.

## Repartiment
- Fabrice Éboué com a Paul[3]
- Audrey Lamy com a Louise
- Anouk Grinberg com a Sandra
- Pauline Clément com a Julie
- Louise Coldefy com a Mathilde
- Sami Outalbali com a Ahmed
- Victor Meutelet com a Thomas